# Ваља Маркулуј
Ваља Маркулуј (рум. Valea Marcului) насеље је у Румунији у жупанији Мехединци у општини Думбрава. Место се налази на надморској висини од 261 m.

## Становништво
Према подацима из 2021. године у насељу је живело 204 становника.